# Парнов, Александр Владимирович
Александр Владимирович Парнов (также известен как Алекс Парнов (англ. Alex Parnov), род. 10 мая 1959 года) — российский и австралийский тренер по прыжкам с шестом.

## Биография
С юношеских лет занимался прыжками с шестом. В 1983 году с результатом 5,60 м стал серебряным призёром чемпионата СССР. Отобравшись на первый чемпионат мира по лёгкой атлетике, уступил своё место в составе сборной СССР Сергею Бубке. Личные рекорды были установлены в 1985 году: 5,82 м на стадионе и 5,72 м в помещении.
В 1995 году австралийские тренеры Алан Лаундер и Брайан Рой предложили Парнову уехать работать в Австралию, и в октябре 1996 года он переехал туда. Сначала он два года работал в Аделаиде, а затем — в Перте в институте спорта Западной Австралии в должности старшего тренера по прыжкам с шестом, одновременно являясь тренером национальной команды шестовиков. В 1999 году получил австралийское гражданство.
Под руководством Парнова Татьяна Григорьева, сменившая в 1997 году российское гражданство на австралийское, стала серебряным призёром Олимпиады в Сиднее, а год спустя белорус Дмитрий Марков выиграл чемпионат мира в Эдмонтоне. Победа Стива Хукера на Олимпиаде в Пекине принесла Австралии первую мужскую олимпийскую медаль в лёгкой атлетике за последние 40 лет. Хукер был признан лучшим спортсменом года на Зелёном континенте, а Парнов — тренером.
Парнов вместе с женой Надеждой и четырьмя дочерьми живёт в Перте. Все дочери, Виктория (р. 1990), Елизавета (р. 1994), Алла и Наталья также занимаются прыжками с шестом.

## Известные воспитанники
- Стив Хукер
- Пол Бёрджесс
- Татьяна Григорьева
- Виктор Чистяков
- Дмитрий Марков
- Сергей Кучеряну
- Викки Парнов
- Лиз Парнов
- Эмма Джордж
- Джузеппе Джибилиско